# HaFraBa
HaFraBa, kort för Verein zum Bau einer Straße für den Kraftwagen-Schnellverkehr von Hamburg über Frankfurt a. M. nach Basel, var ett av de första motorvägsprojekten i Tyskland och en föregångare till 1930-talets stora projekt rörande motorvägar i Tyskland.
Föreningen HaFraBa grundades 1926 av byggfirmor och projekterade en förbindelse från Hamburg via Kassel och Frankfurt am Main till Basel.
Motorvägen började byggas 1933, men var inte klar i sin helhet förrän 1962.